# Fallicambarus hortoni
Fallicambarus hortoni là một loài tôm càng trong họ Cambaridae. Chúng thường được tìm thấy ở phía tây Tennessee và phía bắc Mississippi.